# وزارة مصطفى خليل الأولى
وزارة مصطفى خليل الأولى هي الوزارة الأولى بعد المائة في تاريخ مصر وتشكلت في 5 أكتوبر 1978.:102:103

## أعضاء الحكومة
| الوزارة                                       | الوزير                      |
| --------------------------------------------- | --------------------------- |
| رئيس مجلس الوزراء                             | مصطفى خليل                  |
| نائب رئيس مجلس الوزراء لشئون مجلس الشعب       | فكري مكرم عبيد              |
| الدفاع والإنتاج الحربي                        | كمال حسن علي                |
| الداخلية                                      | محمد نبوي إسماعيل           |
| المالية                                       | علي لطفي                    |
| البترول                                       | أحمد عز الدين هلال          |
| الاقتصاد والتجارة الخارجية والتعاون الاقتصادي | حامد عبد اللطيف السايح      |
| السياحة والطيران المدني                       | محمود أمين عبد الحافظ       |
| الشئون والتأمينات الاجتماعية                  | آمال عثمان                  |
| التخطيط                                       | عبد الرزاق عبد المجيد       |
| التعمير والمجتمعات الجديدة                    | حسب الله الكفراوي           |
| القوى العاملة والتدريب المهني                 | سعد محمد أحمد               |
| الزراعة                                       | محمود محمد داوود            |
| التموين والتجارة الداخلية                     | ناصف عبد المقصود طاحون      |
| التعليم والبحث العلمي والثقافة                | حسن محمد إسماعيل            |
| العدل                                         | أحمد علي موسى               |
| شئون مجلس الوزراء والدولة للحكم المحلي        | سليمان متولي سليمان         |
| استصلاح الأراضي                               | توفيق حامد كرارة            |
| الري والدولة لشئون السودان                    | محمد عبد الهادي سماحة       |
| النقل والمواصلات والنقل البحري                | علي فهمي الداغستاني         |
| الإسكان                                       | مصطفى متولي الحفناوي        |
| الصناعة والثروة المعدنية                      | إبراهيم عبد الرحمن عطا الله |
| الكهرباء                                      | مصطفى كمال صبري             |
| الأوقاف والدولة لشئون الأزهر                  | محمد عبد الرحمن بيصار       |
| الصحة                                         | ممدوح كمال جبر              |
| الدولة للإنتاج الحربي                         | كمال توفيق نصار             |
| الدولة للشئون الخارجية                        | بطرس بطرس غالي              |
| الدولة للمتابعة والرقابة                      | علي السلمي                  |
| الدولة لشئون مجلس الشعب                       | عبد الآخر عمر عبد الآخر     |
| دولة للتعاون الاقتصادي                        | علي جمال الناظر             |
| الدولة للإسكان                                | حسني محمد السيد علي         |
| الدولة                                        | محمد أحمد العقيلي           |

## تعديلات
- في 5 أكتوبر 1978 صدر قرار بتولي سليمان متولي سليمان مسئولية وزارة الإعلام.
- في 16 أكتوبر 1978 صدر قرار بأن يكون سليمان متولي سليمان (وزير الدولة لشئون مجلس الوزراء والدولة للحكم المحلي) هو الوزير المختص بشئون الشباب والرياضة.
- في 6 نوفمبر 1978 صدر قرار بأن يكون علي السلمي (وزير الدولة للمتابعة والرقابة) هو الوزير المختص بالتنمية الإدارية.
- في 10 ديسمبر 1978 صدر قرار بأن يكون سليمان متولي سليمان (وزير الدولة لشئون مجلس الوزراء والدولة للحكم المحلي) هو الوزير المختص بالتنظيمات الشعبية والسياسية.
- في 29 يناير 1979:
  - عين محمد عبد الرحمن بيصار شيخاً للأزهر.
  - عين عبد المنعم أحمد النمر وزيراً للأوقاف.
  - أسندت إلى سليمان متولي سليمان (وزير الدولة لشئون مجلس الوزراء والدولة للحكم المحلي) مسئولية وزير الدولة لشئون الأزهر.
- في 17 فبراير 1979:
  - أسندت إلى مصطفى خليل (رئيس الوزراء) مسئولية وزارة الخارجية.
  - عيد عبد الحميد حسن محمد وزير دولة للشباب والرياضة.
- في فبراير 1979:
  - خرج علي السلمي (وزير الدولة للمتابعة والرقابة) من الوزارة
  - أسندت مهام منصب وزير الدولة للمتابعة والرقابة إلى سليمان متولي سليمان (وزير الدولة لشئون مجلس الوزراء والدولة للحكم المحلي).